# مركز ميدنهيد للتراث
مركز ميدنهيد للتراث (بالإنجليزية: Maidenhead Heritage Centre)‏ هو مركز تراث ومتحف في بلدة ميدنهيد، بيركشاير، التي تقع في إنجلترا .
تأسس مركز التراث والمتحف في ميدنهيد في عام 1993. يقدم المركز تاريخ ميدنهيد من العصور الرومانية حتى الوقت الحاضر. حيثُ يقوم المركز بجمع وحفظ القطع الأثرية والصور والوثائق والتسجيلات الصوتية لتوضيح التاريخ المحلي. تتعاون جمعية ميدنهيد الأثرية والتاريخية، التي تأسست في عام 1960-1961، مع المركز.
في ديسمبر 2006، انتقل المركز والمتحف إلى موقع دائم في شارع بارك. يتم تنظيم وتقديم معارض خاصة، على سبيل المثال معرض على جسر ميدنهيد، جسر الطريق التاريخي الرئيسي إلى شرق المدينة، في عام 2007، بمناسبة الذكرى 230 لتأسيسه. يوجد معرض دائم للمواد المتعلقة بمساعد النقل الجوي، والذي كان مقره في مطار وايت والثام .
حصل المتحف على اعتماد مجلس المتاحف والمكتبات والمحفوظات عام 2009.

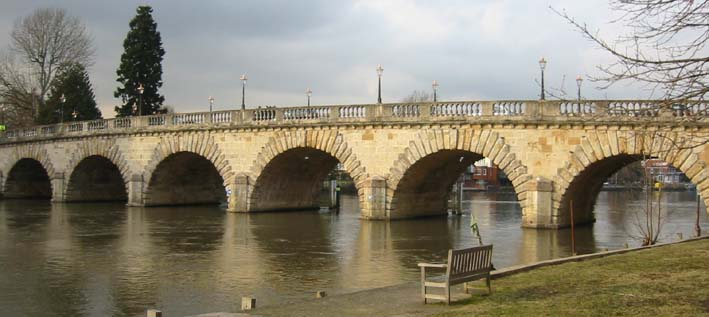
جسر ميدينهيد، موضوع معرض خاص في مركز تراث ميدينهيد عام 2007.

## الروابط الخارجية
- موقع مركز ميدنهيد للتراث
- المتحف المساعد للنقل الجوي والأرشيف عبر الإنترنت في موقع مركز ميدنهيد للتراث